# Marea Traciei

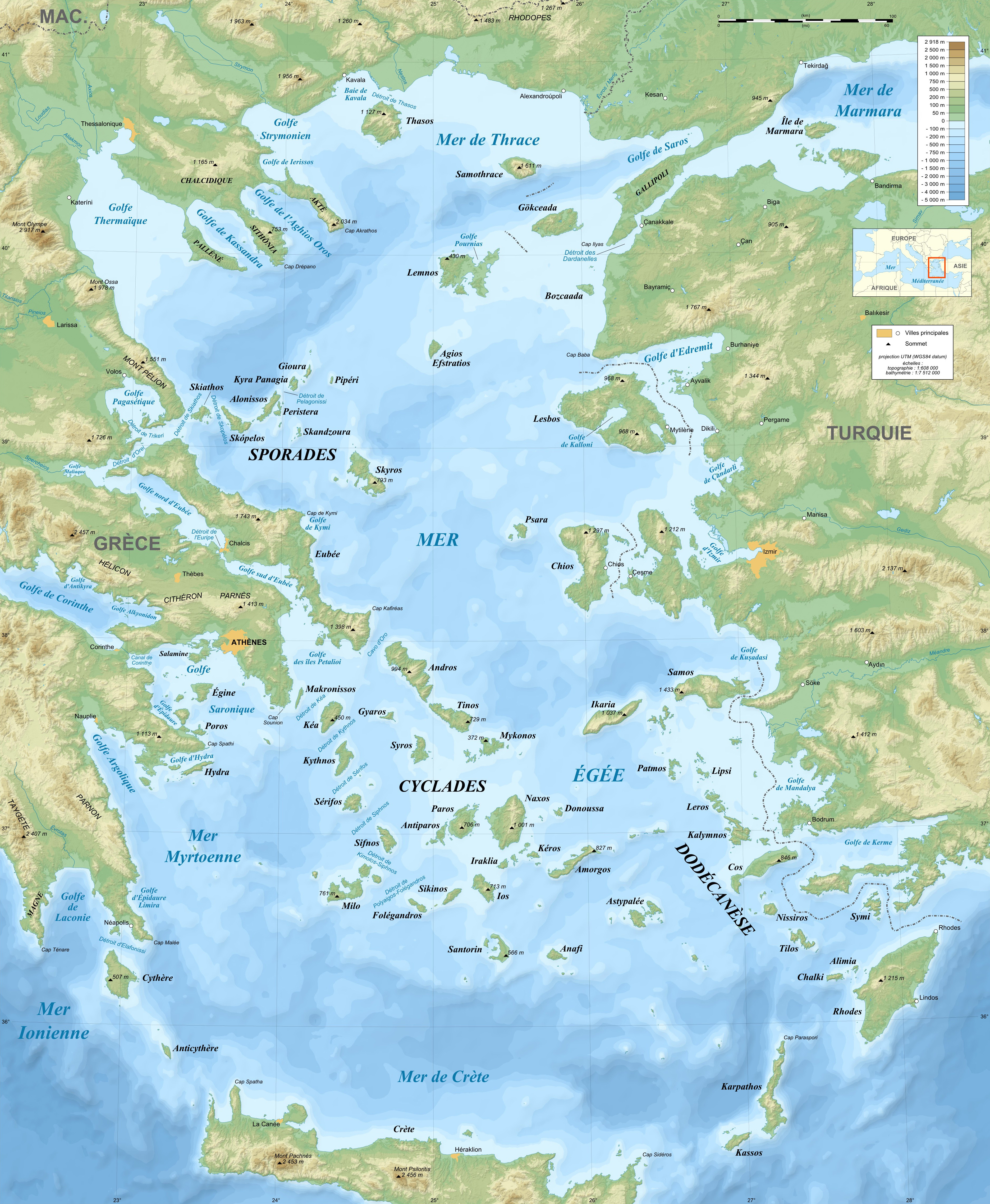
Harta Mării Egee cu Marea Traciei la nord.

Marea Traciei (în greacă Θρακικό Πέλαγος / Thrakikó Pélagos) este partea de nord a Mării Egee. Regiunile care înconjoară această mare sunt Macedonia și Tracia în Grecia, precum și nord-vestul Turciei. Această mare se situează în întregime la nord de paralela 40. 
Printre râurile care se varsă în această mare se numără Nestos/Mesta și Evros/Marița.  

## Porturi
- Amfipolis
- Kavala
- Alexandroupolis
- Thasos (Limenas Thasou)
- Samothraki
- Bozcaada, Turcia